# Jesse Joensuu
Jesse Joensuu (* 5. Oktober 1987 in Pori) ist ein finnischer Eishockeyspieler, der seit 2022 erneut bei den Ässät Pori in der Liiga unter Vertrag steht.

## Karriere
Jesse Joensuu begann seine Karriere als Eishockeyspieler in seiner Heimatstadt in der Nachwuchsabteilung von Ässät Pori, für dessen Profimannschaft er von 2003 bis 2008 in der SM-liiga, der höchsten finnischen Spielklasse, aktiv war. Sein größter Erfolg mit Ässät war das Erreichen des Meisterschaftsfinales in der Saison 2005/06, in dem man HPK Hämeenlinna mit 1:3 Siegen unterlag. Von 2005 bis 2007 kam der Verteidiger parallel zum Spielbetrieb mit Ässät Pori zu vier Einsätzen für die finnische U20-Nationalmannschaft, die als Gastmannschaft am Spielbetrieb der zweitklassigen Mestis teilnahm.
Gegen Ende der Saison 2007/08 verließ Joensuu Ässät Pori und schloss sich den New York Islanders an, die ihn im NHL Entry Draft 2006 in der zweiten Runde als insgesamt 60. Spieler ausgewählt hatten. Bis Saisonende stand er jedoch nur noch in einem Spiel für deren Farmteam, die Bridgeport Sound Tigers, in der American Hockey League auf dem Eis. In den folgenden beiden Jahren kam der ehemalige finnische Junioren-Nationalspieler zu seinen ersten Einsätzen für die New York Islanders in der National Hockey League, spielte jedoch fast ausschließlich für Bridgeport in der AHL. In der Saison 2010/11 spielte er parallel etwa gleich oft für das NHL- und das AHL-Team. Anfang Juli 2011 erhielt der Finne einen Kontrakt für zwei Saisonen bei HV71 aus der Elitserien.
Nachdem er die komplette Spielzeit 2011/12 in der Elitserien verbracht hatte, kehrte Joensuu zur folgenden Saison in die National Hockey League zurück. Er unterzeichnete im Juni 2012 einen Einjahresvertrag bei den New York Islanders, für dessen Organisation der finnische Nationalspieler in Nordamerika bis dato ausschließlich aktiv gewesen war.
Im Juli 2013 unterzeichnete Joensuu einen Zweijahresvertrag bei den Edmonton Oilers. Im Dezember 2014 verliehen ihn die Oilers bis zum Saisonende an den SC Bern, wobei er nach Ende des Leihgeschäfts nicht nach Edmonton zurückkehrte, sondern fest zu den Jokerit in die Kontinentale Hockey-Liga wechselte. Bei Jokerit agierte er teil als Assistenz, teils als Mannschaftskapitän. 2022 zog sich Jokerit aus dem Spielbetrieb der KHL zurück und Joensuu kehrte zu seinem Heimatverein Ässät zurück.

### International
Für Finnland nahm Joensuu an den U18-Junioren-Weltmeisterschaften 2004 und 2005, sowie den U20-Junioren-Weltmeisterschaften 2005, 2006 und 2007 teil. Bei der U20-Junioren-WM 2006 gewann er mit seiner Mannschaft die Bronzemedaille.

## Erfolge und Auszeichnungen
- 2006 Bronzemedaille bei der U20-Junioren-Weltmeisterschaft
- 2006 Finnischer Vizemeister mit Ässät Pori
- 2011 Goldmedaille bei der Weltmeisterschaft

## Statistik
Stand: Ende der Saison 2021/22